# Micropoecilia minima
Micropoecilia minima es una especie de peces de la familia de los pecílidos en el orden de los ciprinodontiformes.

## Morfología
Los machos pueden alcanzar los 1,6 cm de longitud total y las hembras los 2,36 cm.

## Distribución geográfica
Se encuentran en América: Brasil.